# Chrysler Open
Het Chrysler Open was een jaarlijks golftoernooi voor vrouwen in Zweden, dat deel uitmaakte van de Ladies European Tour. Het toernooi werd opgericht in 1998.

## Winnaressen
| Jaar | Golfbaan            | Locatie   | Winnares     | Score | Score | Info |
| ---- | ------------------- | --------- | ------------ | ----- | ----- | ---- |
| 1998 | Sjörgärde GolfKlubb | Frillesas | Laura Davies | 284   | –4    |      |
| 1999 | Halmstad Golfklubb  | Halmstad  | Laura Davies | 273   | –15   |      |
| 2000 | Halmstad Golfklubb  | Halmstad  | Carin Koch   | 277   | –11   |      |